# Rey Mysterio
Óscar Gutiérrez (Chula Vista, Kalifornija, 11. prosinca 1974.), poznat je i pod svojim kečerskim imenom Rey Mysterio, je američki profesionalni hrvač koji trenutno ima ugovor potpisan s WWE-om gdje nastupa na marki Raw.
Gutiérrez rođen je i odrastao u Chuli Visti, Kaliforniji i svoju profesionalnu hrvačku karijeru je započeo 1989. s 14 godina, a debitirao je za Meksičku promociju Asistencia Asesoría y Administración (AAA) 1992. godine pod svojim ujakom starateljem Rey Misterio Sr. Prije nego što je 1995. godine potpisao za World Championship Wrestling (WCW) imao je probno razdoblje u Extreme Championship Wrestlingu (ECW).
U WCW-u, Mysterio je popularizirao leteći lucha libre stil u profesionalnom hrvanju, zbog čega je zaslužan da je pomogao u pokretanju kečerske cruiserweight kategorije u Sjedinjenim Državama. Osvojio veliki broj naslova iste kategorije u ovoj tvrtki tijekom svoje rane karijere (WCW Cruiserweight Championship i WCW World Tag Team Championship). Zbog zatvaranja WCW-a 2001. bio je nastupao u meksičkoj promociji Consejo Mundial de Lucha Libre (CMLL), prije nego što je 2002. godine potpisao ugovor za WWE.
Tijekom svog razdoblja u WWE-iju osvojio je značajne uspjehe u svojoj karijeri. Bio je dvostruki Intercontinental champion, jedanput United States Champion, četverostruki tag-team champion, trostruki Cruiserweight champion, trostruki world champion. Također je bio pobjednik Royal Rumble meča i bio je na glavnim događajima velikih WWE-ovih plati-pa-vidi događaja. Mysterio is zaradio veliko poštovanje od nekoliko kečera i obožavatelja kao jedan od najboljih i najsdražih hrvača svih vremena.

## Vanjske poveznice
|  | Zajednički poslužitelj ima još gradiva o temi Rey Mysterio |